# 솔트레이크 비스
솔트 레이크 비스(Salt Lake Bees)는 미국 유타주 솔트레이크시티를 연고지로 하는 트리플 A 마이너 리그 베이스볼 팀이다. 비스는 퍼시픽 코스트 리그 (PCL)에 속해 있으며, 메이저 리그 팀 로스앤젤레스 에인절스 오브 애너하임의 팜 팀이다. 홈 구장은 솔트레이크시티의 스미스 볼파크이다.